# 戎家山遗址
戎家山遗址是位于江苏省丹阳市田家村东的一个新石器时代文化遗址。占地1.6万平方米，平顶，文化层厚约2米。发掘出了夹砂陶、黑皮陶、几何印文陶、石器等遗物，陶器纹饰有绳纹、弦纹、套菱纹、方格纹等。1991年入选丹阳市文物保护单位。